# Anthophora kristenseni
Anthophora kristenseni là một loài Hymenoptera trong họ Apidae. Loài này được Friese mô tả khoa học năm 1915.